# LTE國際航空
LTE國際航空（英語：LTE International Airways）是一家位於西班牙帕爾馬的包機航空公司。公司提供來往歐洲各地的非定期航班服務，以馬略卡島帕爾馬機場為基地，重點机场包括巴塞隆納機場、蘭薩羅特島和特內里費南部機場。

## 歷史

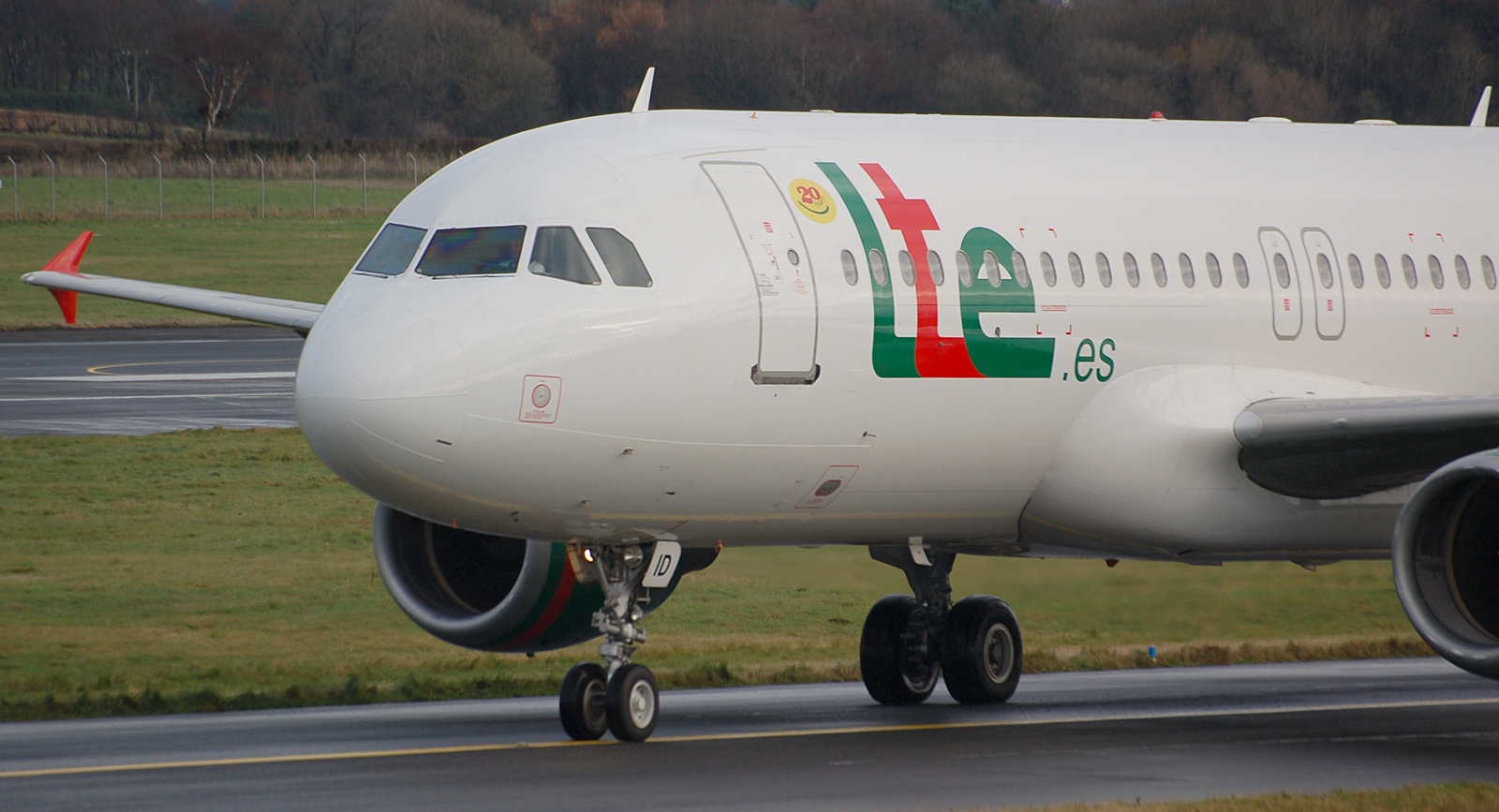
LTE國際航空的A320-211客機在格拉斯哥國際機場

LTE國際航空於1987年4月29日成立，11月1日開始營運，採用波音757客機，由德國的LTU國際航空和西班牙商人共同創立。在1993年至2001年5月期間，LTU國際航空是LTE國際航空的唯一投資者，至2001年5月24日才把股權出售給西班牙和意大利的商人，LTE國際航空更名為沃拉航空（Volar Airlines），但在2005年恢復原名。在2002年引入A320客機，2003年引入A321客機取代波音757。2008年7月，航空公司提供諾里奇來往巴塞隆納、阿利坎特和帕爾馬的航班服務。2008年10月16日，由於財政問題，沒有足夠資金支持未來數天的支出，航空公司宣佈終止所有航班營運，只保留3架已出租的飛機等待決議。10月27日，LTE國際航空在公司網站宣佈恢復非定期航班服務，並準備恢復網上售票服務。11月15日，LTE國際航空正式終止營運，在此段時間LTE國際航空公司是以其它公司名義提供服務。

## 機隊
LTE國際航空在結業前的機隊如下：
- 5架A320-200

## 航點
LTE國際航空在2008年夏季時有以下航點：
- 法國
  - 圖盧茲 - 圖盧茲－布拉尼亞克機場
- 德國
  - 杜塞爾多夫 - 杜塞爾多夫國際機場
  - 法蘭克福 - 法蘭克福機場
  - 漢堡 - 漢堡機場
- 波蘭
  - 華沙 - 華沙蕭邦機場
- 葡萄牙
  - 法魯 -  法魯機場
- 西班牙
  - 阿利坎特 - 阿利坎特機場
  - 巴塞隆拿 - 巴塞隆拿機場 基地
  - 帕爾馬 - 馬略卡島帕爾馬機場 主要基地
- 英國
  - 諾域治 - 諾域治國際機場